# Kaishinsha
Kaishinsha (japanisch 快進社 englisch Kwaishinsha) war Japans erster inländischer Automobilhersteller und der Vorgänger von Datsun.

## Historie bis hin zur Gründung von Nissan 1934
- Am 1. Juli 1911 gründete der 37-jährige Techniker Hashimoto Masujirō Kaishinsha Jidōsha Kōjō (快進社自働車工場, „Kaishinsha-Automobilwerk“, englisch Kaishinsha Motorcar Works) ein eigenes Werk im Stadtteil Azabu-Hiroo in Shibuya im Landkreis Toyotama (später: Tokio, heute: Shibuya), Tokio. Der Bruder des damaligen Premierminister, zu der Zeit ein Diplomat, war einer der Befürworter und Förderer von Hashimoto und machte ihn mit den Geschäftsmännern Den Kenjirō (田 健次郎), Aoyama Rokurō (青山 禄朗) und Takeuchi Meitarō (竹内 明太郎) bekannt. Diese lieferten die finanzielle Basis zur Errichtung und zum Betrieb des Werkes.
- 1914 stellte Hashimoto auf der Tokyo Taisho Expo einen 3-Sitzer Roadster mit einem 2-Zylinder-Benzinmotor und 10 PS vor. Dieser erreichte eine Höchstgeschwindigkeit von 32 km/h. Das Fahrzeug wurde DAT genannt nach den Nachnamen der Firmen Finanziers. Der DAT war das erste Auto aus heimischer Automobilproduktion, einschließlich des Motors.
- 1918 wurde ein größeres Werk in Nagasaki im Landkreis Nord-Toshima (später: Tokio, heute: Toshima), Tokio errichtet und Kaishinsha Motorcar Works wurde zur Aktiengesellschaft K.K. Kaishinsha (株式会社快進社 Kabushiki kaisha Kaishinsha) mit 600.000 ¥ Yen Stammkapital. Das neue Modell DAT 41 wurde hier produziert. Dieser Roadster und Limousine hatte einen 4-Zylinder-Benzinmotor mit 15 PS und startete nun elektrisch anstatt mit Handkurbel. Gleichzeitig, aufgrund sinkender Nachfrage nach Personenwagen, produzierte man Trucks (Lkw bzw. Pickup) auf Basis des DAT 41, welche vor allem vom japanischen Militär geordert wurden.
- 1923 erfolgte aufgrund der weltweiten Rezession nach dem Ersten Weltkrieg und nach dem Kanto-Erdbeben eine Kapitalherabsetzung auf 60.000 Yen.
- 1926 folgte eine Fusion zwischen K.K. Kaishinsha und der in Osaka ansässigen Jitsuyō Jidōsha Seizō K.K. (engl. Jitsuyo Jidosha Co., Ltd. bzw. Jitsuyo Motors, welches 1919 als Tochtergesellschaft von Kubota) gegründet wurde.

Der gemeinsame Name war nun DAT Jidōsha Seizō K.K. (ダット自動車製造株式会社, engl. DAT Automobile Manufacturing Co., Ltd.) mit Sitz in Osaka. Jitsuyō Jidōsha hatte 1920 mit der Produktion eines dreirädrigen Fahrzeugs mit einer geschlossenen Kabine begonnen, welches entwickelt wurde von William R. Gorham. Von 1923 bis 1925 hatte Jitsuyō Jidōsha auch Pkw und Lkw unter dem Namen Lila produziert.
- 1930 erließ die japanische Regierung eine ministerielle Verordnung, die es erlaubte Autos mit Motoren bis 500 cm³ ohne Führerschein zu fahren.[3] Dadurch begann DAT Jidōsha Seizō die Entwicklung eines Pkw mit 495-cm³-Motor, um diesen im neuen Marktsegment zu verkaufen unter dem Projektnamen „Sohn des DAT“, woraus schließlich der Name Datson wurde. Der Name Datson war an das Englische angelehnt und sollte „Sohn des DAT“ bedeuten, da DAT bislang nur luxuriöse und größere Fahrzeuge herstellte. Der erste Prototyp Datson war im Sommer 1930 fertiggestellt[4] und das Serienfahrzeug nannte man Datson 10. Unglücklicherweise steht „son“ im Japanischen in manchen Dialekten auch für ‚Nachteil‘ oder ‚Verlust‘ und man fürchtete ein böses Omen. Dies trat 1931 ein, als ein Taifun das Werk, in dem der Datson 10 montiert wurde, zerstörte. Nach Werksneuerrichtung beschloss man eine Namensumbenennung in Datsun, wobei „sun“ (dt. Sonne) aus dem Englischen stammt und eine Anspielung auf Japan als das Land der aufgehenden Sonne ist. Die Modellreihe wurde überarbeitet und kam als Datsun 11 auf den Markt.
- Im selben Jahr übernahm Aikawa Yoshisukes Automobilzuliefererunternehmen Tobata Imono K.K. mit Hauptsitz in Tobata im Landkreis Onga (heute: Kitakyūshū) in Fukuoka, das bislang auch DAT belieferte, die DAT Jidōsha Seizō.
- 1928 war die Unternehmens-Holding Nihon Sangyō entstanden, deren Aktien an der japanischen Börse unter dem Kürzel Ni-San geführt wurden. Besitzer war Yoshisuke Aikawa dem auch das Unternehmen Tobata Imono gehörte.
- 1933 kam es zur Fusion zwischen Tobata Imono und Nihon Sangyō und am 26. Dezember wurde das Unternehmen unter der Firma Jidōsha Seizō K.K. (自動車製造株式会社), was in etwa mit Automobilhersteller übersetzt werden kann, mit einem Kapital von 10 Mio. Yen neu gegründet. Datsun sollte zukünftig Fahrzeuge für den Massenbedarf produzieren, während das oberpreisige Segment unter einem neuen Markennamen bedient werden sollte.
- 1934 wurde Jidōsha Seizō umbenannt in den heute noch gültigen Namen Nissan Jidōsha K.K.